# 白土三平
白土三平（日语：／ Shirato Sanpei，1932年2月15日—2021年10月8日），本名岡本登（おかもと のぼる），是一名日本漫畫家和散文家，他以社会批判以及他的绘画风格和场景中人物的现实主义而闻名。他也被认为是有争议的以成人为导向的剧画类型的先驱。此外其作品不少以描写忍者生活為主，例如《忍者旋风》系列、《佐助》、《卡姆列传》等。2021年10月8日因肺炎去世。